# Roadie

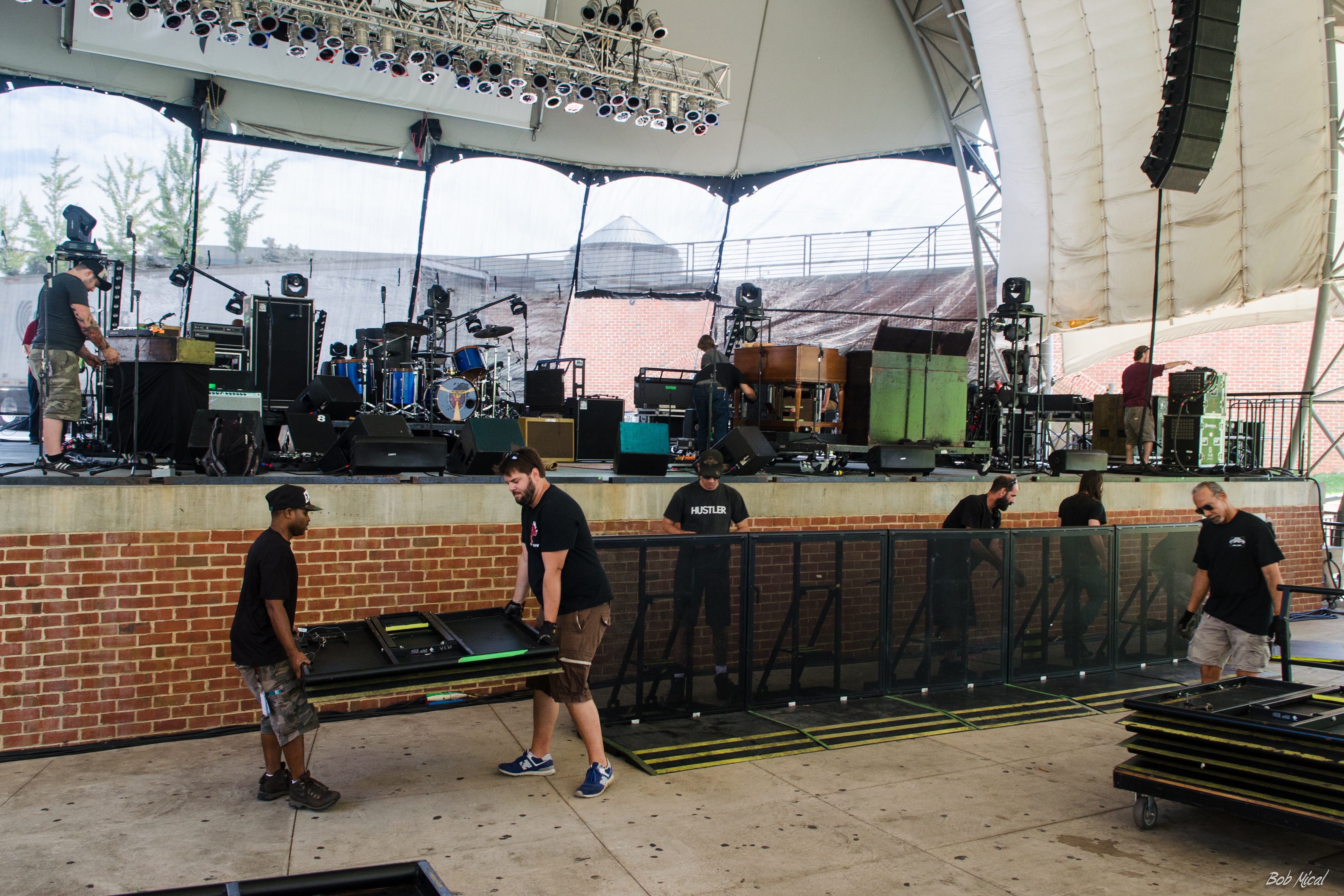
Roadies preparando el escenario para Grace Potter and the Nocturnals en nTelos Pavilion.

Los roadies, pipas o plomos son los técnicos y personal de apoyo que viajan con un grupo musical durante sus giras, y que se encargan de todos los aspectos de sus conciertos. Bajo el término roadie se engloban los mánager de gira, producción y escena, los técnicos de sonido, los encargados de iluminación, los técnicos de guitarra, bajo, batería y teclados, los pirotécnicos y los guardias de seguridad, entre otros.
Varios músicos reconocidos tuvieron un pasado de roadie para otras bandas o incluso la misma:
- Kurt Cobain, roadie para The Melvins y luego líder de Nirvana.
- Lemmy Kilmister, roadie para Jimi Hendrix y luego bajista de Hawkwind y Motörhead.
- Noel Gallagher, pipa de Inspiral Carpets antes de formar Oasis.
- Billy Howerdel, técnico de guitarras de Tool, Faith No More y Smashing Pumpkins, y luego creador y guitarrista de A Perfect Circle y Ashes Divide
- Ben Shepherd, pipa de Nirvana y luego bajista de Soundgarden
- Billy Powell, roadie y luego teclista de Lynyrd Skynyrd
- Bon Scott, roadie (se dice que fue chofer) y luego segundo vocalista de AC/DC, si contamos a Dave Evans como vocalista de AC/DC.
- Tupac Shakur, roadie y bailarín de apoyo del grupo de hip-hop alternativo Digital Underground antes de alcanzar la fama como solista.
- Frank Bello, pipa y posteriormente bajista de Anthrax.